# Neófito III de Constantinopla
Neófito III de Constantinopla (em grego: Νεόφυτος Γ΄) foi patriarca ecumênico de Constantinopla entre junho de 1636 e 5 de março de 1637.

## História
Neófito provavelmente era natural de Quio. Ele foi bispo metropolitano de Iráclia, na Grécia, e, em meados de 1636, foi eleito patriarca no lugar de Cirilo II Kontares. Em 5 de março de 1637, Neófito renunciou ao trono depois de fracassar em pagar as extraordinárias dívidas do Patriarcado (100 000 peças aos otomanos, países ocidentais, armênios e judeus).
Depois de sua renúncia, Neófito se retirou para o Mosteiro de Nea Moni, em Quio, onde morreu em data desconhecida.